# Kanton Cenon
Cenon is een kanton van het Franse departement Gironde. Het kanton maakt deel uit van het arrondissement Bordeaux.

## Gemeenten
Het kanton Cenon omvatte tot 2014 de volgende 5 gemeenten:
- Artigues-près-Bordeaux
- Beychac-et-Caillau
- Cenon (hoofdplaats)
- Montussan
- Yvrac

Door de herindeling van de kantons bij decreet van 20 februari 2014, met uitwerking op 22 maart 2015 omvat het kanton sindsdien volgende gemeenten : 
- Bouliac
- Cenon (hoofdplaats)
- Floirac